# Bental
Bental, strefa bentoniczna (gr. bénthos 'głębina') – strefa denna zbiornika wodnego. Cechy charakterystyczne tej strefy to bardzo mała ilość światła lub jego brak, mała ilość tlenu, niska temperatura oraz większe ciśnienie. Organizmy zasiedlające strefę bentoniczną nazywane są bentosem.
Strefy denne różnych zbiorników znajdują się na różnych głębokościach. Na każdej z nich mieszkają różne zwierzęta, gdyż każde z nich przystosowane jest do różnego typu głębokości.
W zależności od typu zbiornika wodnego wyróżnia się:
- w jeziorach:
  - bental litoralny – przybrzeżny,
  - bental profundalny – głębinowy,

oraz
- batybental – obszar dna strefy batialnej,
- abisobental (abysobental) – dno strefy abysalnej, zwykle dno stoku oceanicznego, od 1000 do 4000 m pod powierzchnią lustra wody.